# دايسوكي فوجيموتو
دايسوكي فوجيموتو (باليابانية: 藤元 大輔) (12 أبريل 1977 في شيزوكا في اليابان – )؛ هو لاعب كرة قدم سابق كان يلعب كمهاجم.